# Victor Wong (1906–1972)
Victor Wong (ur. 24 września 1906, zm. 7 kwietnia 1972) – amerykański aktor.

## Filmografia
- Betrayal from the East (1945), jako Joe, zbir
- Fighting Devil Dogs (1943), jako Mikichan
- Adventures of Smilin (1943) Jack jako Japończyk
- Latające tygrysy (1942), jako Chiński pasażer
- Passage from Hong Kong (1941), jako kierowca rikszy
- No, No, Nanette (1940), jako Służący
- Phantom of Chinatown (1940),  jako Charley Won
- Fighting Devil Dogs, The (1938), jako Mikichan (odc. 9-10)
- Shadows Over Shanghai (1938), jako Wu Chang
- Hair-Trigger Casey (1936), jako Wróg Karneya
- Syn King Konga (1933), jako kucharz Charlie
- King Kong (1933), jako kucharz Charlie